# Recess (bbno$)
Recess è il secondo album in studio del rapper canadese bbno$, pubblicato il 25 gennaio 2019 dalla NO Records. L'album è composto da 11 tracce.

## Tracce
Testi e musiche di Alexander Leon Gumuchian, Garrett Hartnell.
1. Jurassic (feat. Lentra e TrippyThaKid) – 2:47
2. Banana – 3:11
3. Stucco – 2:05
4. Doubles (feat. Swerzie e Downtime) – 2:26
5. Roo Doo – 2:37
6. Bunk – 2:32
7. Nursery – 2:26
8. Shining (feat. Lentra) – 2:33
9. Chess – 3:06
10. Seven – 3:18
11. Thankful (feat. Y2K e Lewis Grant) – 3:54